# 有限温度への拡張
有限温度への拡張（ゆうげんおんどへのかくちょう）：密度汎関数法は、絶対零度を前提とした理論であり、有限温度での電子状態を正しく求める保証はどこにもなかった。これを有限温度まで取り扱えるように拡張させるアプローチが、有限温度への拡張である。最も初期の試みは、マーミンによるものがある。現在も様々な試行が続いているが、確立された理論は出来ていない。